# Lombokstraße
Die Lombokstraße ist eine Meerenge zwischen den indonesischen Inseln Bali und Lombok. Sie verbindet den Indischen Ozean mit der Balisee. 
Sie ist für Ostasien und international eine der bedeutsamsten Seehandelsrouten.
Durch die 60 km lange Meerenge verläuft die sogenannte Wallace-Linie. Es gibt Anzeichen, dass Homo erectus bereits vor 800.000 Jahren die heute im Süden nur etwa 19 km und im Norden 40 km breite Wasserstraße mit Flößen überquert hat. 